# Aparat państwowy
Aparat państwowy – powiązany organizacyjnie system organów państwa i obsługujących je urzędów i instytucji, które służą centralnemu ośrodkowi, podejmującemu decyzje władcze (np. rządowi), do prowadzenia bieżącej polityki państwa. 
W skład aparatu państwowego wchodzą organy:
- prawodawcze (np: parlament),
- wykonawcze (np: prezydent, rząd),
- przymusu (np: policja, wojsko) - czuwają nad bezpieczeństwem zewnętrznym i wewnętrznym,
- wymiaru sprawiedliwości (np: sądy) - stosują prawo,
- kontroli (np: NIK, Trybunał Stanu) - nadzorują przestrzeganie prawa.